# Pavel Borovec
Pavel Borovec (* 30. listopadu 1969) je bývalý český fotbalista, záložník.

## Fotbalová kariéra
V české lize hrál za FK Švarc Benešov. Nastoupil ve 26 ligových utkáních a dal 4 góly.

## Ligová bilance
| Ročník                            | Zápasy | Góly | Klub             |
| --------------------------------- | ------ | ---- | ---------------- |
| 1. česká fotbalová liga 1994/1995 | 26     | 4    | FK Švarc Benešov |
| CELKEM                            | 26     | 4    |                  |